# Obština Lăki
Obština Lăki (bulharsky Община Лъки) je bulharská jednotka územní samosprávy v Plovdivské oblasti. Leží ve středním Bulharsku v severovýchodní části Západních Rodopů. Správním střediskem je město Lăki, kromě něj obština zahrnuje 9 vesnic. Žije zde přes 2 tisíce stálých obyvatel.

## Sídla
| - Balkan Machala - Belica - Borovo - Drjanovo | - Džurkovo - Jugovo - Lăkavica - Lăki (sídlo správy) | - Manastir - Zdravec |

## Sousední obštiny
| Růžice kompasu |          | Asenovgrad   |        | Růžice kompasu |
| Růžice kompasu | Čepelare | Sever        |        | Růžice kompasu |
| Růžice kompasu | Čepelare | Obština Lăki |        | Růžice kompasu |
| Růžice kompasu | Čepelare | Jih          |        | Růžice kompasu |
| Růžice kompasu |          | Smoljan      | Banite | Růžice kompasu |

## Obyvatelstvo
V obštině žije 2 400 stálých obyvatel a včetně přechodně hlášených obyvatel 2 934. Podle sčítáni 1. února 2011 bylo národnostní složení následující:
- Bulhaři: 2 572 (95.7 %)
- Turci: 65 (2.4 %)
- Romové: 1 (0.0 %)
- ostatní: 49 (1.8 %)